# Frøken Århus
Frøken Århus var en skønhedskonkurrence indstiftet af Århus Journalistforening i 1943. 

## Historie
Århus Journalistforening arrangerede første gang i 1943 en konkurrence med det formål at kåre en sød og naturlig Aarhus-pige. Konkurrencen var en del af foreningens Rundskue-arrangement. For at kunne tilmelde sig skulle den unge pige have bopæl i Aarhus Kommune og være i alderen 16-25 år. En dommerkomité udvalgte derefter finalisterne. Den efterfølgende publikumsafstemning afgjorde, hvem der vandt titlen. Konkurrencen blev i 1988 genoplivet af Århus Stiftstidende i samarbejde med Tivoli Friheden og en række sponsorer fra byen.

## Indehavere af titlen Frøken Århus
| År:        | Dato:                       | Navn:                        |
| ---------- | --------------------------- | ---------------------------- |
| 1943       | 10. juli                    | Luth Clemmensen              |
| 1944       | 16. juli                    | Agathe Jacobsen              |
| 1945       | 6. juli                     | Lizzie Sørensen              |
| 1946       | 7. juli                     | Enid Christensen             |
| 1947       | 10. august                  | Gerda Betty Nielsen          |
| 1948       | 6. august                   | Viola Thorsen                |
| 1949       | 12. juni                    | Lilly Bertelsen              |
| 1950       | 6. august                   | Jonna Eichmüller             |
| 1951       | 18. juni                    | Henny Christensen            |
| 1952       | 7. september                | Ritta Jensen                 |
| 1953       | 9. august                   | Inge Andersen                |
| 1954       | 8. august                   | Mona G. Petersen             |
| 1955       | 7. august                   | Henny Bente Nielsen          |
| 1956       | 10. juni                    | Karen Vibeke Jensen          |
| 1957       | 5. maj                      | Gerda Lyberg                 |
| 1958       | 10. august                  | Liselotte Faarup Christensen |
| 1959       | 25. august                  | Birthe Juul Nielsen          |
| 1960       | 7. august                   | Lis Kristensen               |
| 1961       | 6. august                   | Karin Lyngaa Larsen          |
| 1962       | 5. august                   | Lis Jensen                   |
| 1963       | 4. august                   | Vitha Pedersen               |
| 1964       | 2. august                   | Jytte Bruun Dahl             |
| 1965       | 8. august                   | Inge Lise Haugaard           |
| 1966       | 7. august                   | Tove Schou Frederiksen       |
| 1967       | 6. august                   | Kirsten Rubech               |
| 1968       | 4. august                   | Inge Aagaard                 |
| 1969       | 3. august                   | Birte Øvlisen                |
| 1970       | 26. juli                    | Helle Bøgh Nielsen           |
| 1971       | 22. august                  | Anette Bahnsen               |
| 1972-1987: | (Ingen frøken Århus titler) |                              |
| 1988       | 28. august                  | Anne-Rikke Christensen       |
| 1989       | 13. august                  | Britt Kaiser Palmgren        |
| 1990       | 12. august                  | Trine Søby                   |
| 1991       | 18. august                  | Karina Sørensen              |
| 1992       | 23. august                  | Pia Kristensen               |
| 1993       | 15. august                  | Anita Hansen                 |
| 1994       | 14. august                  | Bettina Jørgensen            |
| 1995       | 20. august                  | Christina Haugaard           |
| 1996       | 18. august                  | Mette Haugaard Christiansen  |
| 1997       | 17. august                  | Anja Saabye                  |
| 1998       | 16. august                  | Anja Nielsen                 |
| 1999       | 15. august                  | Nille Hald                   |
| 2000       | 15. august                  | Kamilla Houborg              |
| 2001       | 19. august                  | Ditte Wainø Carlsen          |
| 2002       | 18. august                  | Eva John Hansen              |
| 2003       | 17. august                  | Janni Brask Sørensen         |
| 2004       | 15. august                  | Maria Louise F. Kristensen   |
| 2005       | 12. juni                    | Mai Katrine Lange            |
| 2006       | 23. juni                    | Katrine Fæster Vilhelmsen    |